# South Fork (New York)
Pour les articles homonymes, voir South Fork.
South Fork est une péninsule des États-Unis située au sud-est de l'île de Long Island, entre Peconic Bay au nord et l'Océan Atlantique au sud. Longue d'une cinquantaine de kilomètres pour 2 à 12 de large, elle est limitée à l'ouest par le Canal Shinnecock qui relie Peconic Bay à la lagune de Great South Bay (« Grande baie sud »), tandis qu'à l'est, elle se termine à Montauk Point.

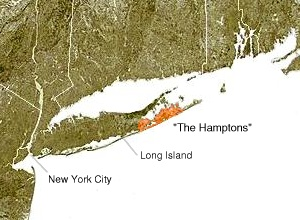
Plan de Long Island avec Les Hamptons en orange, correspondant à peu près à South Fork.

Elle s'étend sur la totalité de la ville d'East Hampton et la partie orientale de Southampton, deux localités qui forment la zone de villégiature des Hamptons.
South Fork (litt. la « branche sud ») se sépare de North Fork (la « branche nord ») à Riverhead.